# Lille-i főegyházmegye
A Llle-i főegyházmegye a római katolikus egyház egyik franciaországi főegyházmegyéje. Az érseki széke Lille városában található. Két szuffragán egyházmegyéje van, a Arras-i és a Cambrai-i. Az metropolita érseki pozíció nincs betöltve 2022. április 22-e óta, amikor az előző érsek, Laurent Ulrich a Párizsi főegyházmegye érsekévé lett kinevezve.

## Szomszédos egyházmegyék
- Arrasi egyházmegye (délnyugat)
- Bruggei egyházmegye (észak)
- Tournai-i egyházmegye (kelet)
- Cambrai-i főegyházmegye (dél)